# Амфиполис (Сере)
Амфи́полис (греч. Αμφίπολις) — деревня в Греции на месте древнегреческого города Амфиполь. Расположена на высоте 62 м над уровнем моря у подножия Пангеона, на левом берегу Стримона (Струмы), в 4 км от побережья залива Орфанос (Стримоникос) Эгейского моря, в 15 км к юго-западу от Родоливоса, в 39 км к юго-востоку от Сере, в 79 км к северо-востоку от Салоник и в 316 км к северу от Афин. Входит в одноимённую общину (дим) в периферийной единице Сере в периферии Центральная Македония. Население 147 человек по переписи 2011 года.
Южнее деревни проходит автострада 2 «Эгнатия» Салоники — Кавала, часть европейского маршрута E90, восточнее — национальная дорога 59 Амфиполис — Месорахи. В 1940—1969 годах в деревне была железнодорожная станция «Амфиполис», обслуживающая линию Неа-Зихни — «Амфиполис Порт».

## Сообщество Амфиполис
В 1952 году (ΦΕΚ 140Α) создано сообщество Амфиполис (Κοινότητα Αμφιπόλεως). В сообщество входит деревня Неа-Амфиполис (Νέα Αμφίπολις), до 1965 года — Айос-Николаос (Άγιος Νικόλαος). Население 185 человек по переписи 2011 года. Площадь 20,233 км².
| Населённый пункт | Население (2011), человек |
| ---------------- | ------------------------- |
| Амфиполис        | 147                       |
| Неа-Амфиполис    | 38                        |

## Население
| Год  | Население, человек |
| ---- | ------------------ |
| 1991 | 172                |
| 2001 | 193                |
| 2011 | ↘ 147              |